# Saint-Symphorien-de-Marmagne
Saint-Symphorien-de-Marmagne è un comune francese di 872 abitanti situato nel dipartimento della Saona e Loira nella regione della Borgogna-Franca Contea.

## Società

### Evoluzione demografica
Abitanti censiti